# Северный (стадион, Нижний Новгород)
Стадио́н «Се́верный» — стадион Нижнем Новгороде, вместимость 3 180 зрителей. Покрытие искусственное, имеется освещение, подогрев и дренаж.
В 2007—2012 годах — домашняя арена футбольного клуба «Нижний Новгород», в сезоне-2015/16 — «Волга-Олимпиец».
В период с 2005 по 2012 изредка играла «Волга», в том числе весной 2012 года провела 3 матча второго этапа чемпионата Премьер-лиги 2011/12. Также в 2011—2014 годах здесь проводила свои домашние матчи команда «Волги» — участница молодёжного первенства России.
В 1997, 1998, 1999 годах ряд матчей провёл клуб «Торпедо-Виктория».

## Адрес
603095, Нижний Новгород, Автозаводский р-он, улица Дьяконова, д. 31.

## Транспорт
- Троллейбус № 2 до ост. «Спортивная»
- Маршрутные такси № 15, 23, 25, 37, 49, 65, 83, 85, 87, 98, 113, 115,  до ост. «Стадион „Северный“».
- Автобусы № 11, 31, 32, 58, 64, 65, 85 до ост. «Стадион „Северный“».

## Значимые матчи
| 3 марта 2012 ЧР 33 тур | Волга | 1:0   | Спартак-Нальчик | Нижний Новгород                  |
|                        |       | отчёт |                 | Стадион: Северный Зрителей: 2700 |

| 17 марта 2012 ЧР 35 тур | Волга | 1:2   | Краснодар | Нижний Новгород                  |
|                         |       | отчёт |           | Стадион: Северный Зрителей: 2500 |

| 22 марта 2012 КР 1/4 финала | Волга | 2:1   | Терек | Нижний Новгород                  |
|                             |       | отчёт |       | Стадион: Северный Зрителей: 2200 |

| 6 апреля 2012 ЧР 38 тур | Волга | 0:0   | Крылья Советов | Нижний Новгород                  |
|                         |       | отчёт |                | Стадион: Северный Зрителей: 2600 |

| 1 июня 2021 ЖКР 1/16 финала | Ника | 0:7   | Крылья Советов | Нижний Новгород                 |
|                             |      | отчёт |                | Стадион: Северный Зрителей: 200 |